# Liste des navires de la marine birmane
Liste des navires actifs de la marine birmane  (birman : တပ်မတော် (ရေ), Tatmadaw Yay), branche navale des  forces armées birmanes.

## Sous-marins
| Classe      | Photo | Constructeur                                                    | N° de série                | Entrée en service | Armement | Remarque                                         |
| ----------- | ----- | --------------------------------------------------------------- | -------------------------- | ----------------- | -------- | ------------------------------------------------ |
| Classe Kilo |       | Bureau d'étude Rubin Russie modifié par Hindustan Shipyard Inde | UMS Minye Theinkhathu (71) | Mars 2020         |          | ex-INS Sindhuvir (S58) entré en service en 1988. |

## Frégates
| Classe             | Photo | Constructeur                    | N° de série                                          | Entrée en service | Armement | Remarque                               |
| ------------------ | ----- | ------------------------------- | ---------------------------------------------------- | ----------------- | --- | -------------------------------------- |
| Classe Kyan Sittha |       | Myanmar Naval Dockyard Birmanie | - F12-Kyan Sittha (ကျန်စစ်သား) - F14-Sin Phyushin (ဆင်ဖြူရှင်) | 2014-2015         | - 1 Otobreda 76 mm - 3 Type 730 CIWS 30 mm - 3 lanceurs triples de torpilles - 6 9K38 Igla SAM sur tourelle - 8 x missiles anti-navires YJ-83 Torpilles ASW | Forme furtive, hangar pour hélicoptère |
| Classe Aung Zeya   |       | Myanmar Naval Dockyard Birmanie | - F11-Aung Zeya                                      | 2008              | - 1 Otobreda 76 mm - 4 AK-630 30 mm CIWS - 6 9K32 Strela-2 SAM - 8 missiles Kh-35 - torpille Yu-7                                                           |                                        |
| Classe Jianghu-II  |       | Hudong Shipyard Chine           | - F22-Mahar Bandoola - F23-Mahar Thiha Thura         | 2012              | - 2 canons de 100 mm - 4 x 2 canons de 37 mm - 8 missiles YJ-83 - 2 RBU-1200 (en) - mortiers anti-sou-marins                                                |                                        |

## Corvettes
| Classe           | Photo | Constructeur                    | N° de série                                                     | Entrée en service | Armement | Remarque |
| ---------------- | ----- | ------------------------------- | --------------------------------------------------------------- | ----------------- | --- | -------- |
| Classe Anawrahta |       | Myanmar Naval Dockyard Birmanie | - 771-UMS Anawratha - 772-UMS Bayinnaung - 773-UMS Tabinshwehti | 2001-2003-2016    | - 1 Otobreda 76 mm - 1 canon AK-230 de 30 mm - 2 ZPU (en) de 14.5 mm - 6 9K32 Strela-2 SAM - 4 missiles YJ-83 - 2 RBU-1200 (en) | Hélipad  |

## Navires d'attaque rapide (avec missiles)
| Classe        | Photo | Constructeur                    | N° de série                                                                           | Entrée en service | Armement                                                                                       | Remarque |
| ------------- | ----- | ------------------------------- | ------------------------------------------------------------------------------------- | ----------------- | ---------------------------------------------------------------------------------------------- | -------- |
| Navire furtif |       | Myanmar Naval Dockyard Birmanie | - 491                                                                                 | 2012              | - 2 canons AK-230 de 30 mm (CIWS) - 2 canons de 14.5 mm - 4 missiles YJ-83                     |          |
| Classe Houxin |       | Qiuxin Shipyards Shanghai Chine | - 471 - MaGa - 472 - SaitTra - 473 - DuWa - 474 - ZeyHta - 475 - HanTha - 476 - BanDa | 1995 à 1997       | - 2 canons AK-230 de 30 mm - 2 x 2 canons antiaériens de 14.5 mm - 4 x 1 Missile sol-sol YJ-83 |          |
| Classe 5      |       | Myanmar Naval Dockyard Birmanie | - 556 - 557 - 558 - 559 - 560                                                         | 2004              | - 2 canons AK-230 de 30 mm - 2 x 2 canons antiaériens de 14.5 mm - 4 x 1 Missile sol-sol YJ-83 |          |
| Classe 5      |       | Myanmar Naval Dockyard Birmanie | - 561 - 562 - 567 - 568 - 569 - 570                                                   | 2008 à 2012       | - 2 canons AK-230 de 30 mm - 2 x 2 canons antiaériens de 14.5 mm - 4 x 1 Missile sol-sol YJ-83 |          |

## Navires d'attaque rapide (avec canons)
| Classe   | Photo | Constructeur                    | N° de série             | Entrée en service | Armement                                                             | Remarque |
| -------- | ----- | ------------------------------- | ----------------------- | ----------------- | -------------------------------------------------------------------- | -------- |
| Classe 5 |       | Myanmar Naval Dockyard Birmanie | - 551 à 555 - 563 à 566 | 1996 à 2013       | - 1 canon de 37 mm - 2 x 2 canons de 25 mm - 2 x 2 canons de 14.5 mm |          |

## Chasseurs de sous-marin
| Classe        | Photo | Constructeur                             | N° de série | Entrée en service | Armement                                                        | Remarque |
| ------------- | ----- | ---------------------------------------- | --- | ----------------- | --------------------------------------------------------------- | -------- |
| Classe Hainan |       | Dalian, Qiuxin et Huangpu Shipyard Chine | - 442-Yan Htet Aung - 443-Yan Nyein Aung - 444-Yan Khwinn Aung - 445-Yan Min Aung - 446-Yan Ye Aung - 447-Yan Pang Aung - 448-Yan Win Aung - 449-Yan Aye Aung - 450-Yan Zwe Aung | 1991 à 1993       | - 2 x 2 canons de 37 mm - 2 x 2 canons de 25 mm - RBU-1200 (en) |          |

## Grands Patrouilleurs
| Classe           | Photo | Constructeur                         | N° de série          | Entrée en service | Armement                                           | Remarque        |
| ---------------- | ----- | ------------------------------------ | -------------------- | ----------------- | -------------------------------------------------- | --------------- |
| Classe Osprey-50 |       | Danyard A/S, Frederikshavn, Danemark | - 55-Indaw - 57-Inya | 1982              | - 1 canon Bofors 40 mm - 1 canon de 20 mm Oerlikon | 56-Inma (coulé) |
| Classe Inle      |       | Naval Dock, Birmanie                 | - 54-Inle            |                   | 2017,                                              | Canons, Helipad |

## Patrouilleurs côtiers
| Classe                         | Photo | Constructeur                                                                | N° de série                             | Entrée en service | Armement                                                                       | Remarque                                |
| ------------------------------ | ----- | --------------------------------------------------------------------------- | --------------------------------------- | ----------------- | ------------------------------------------------------------------------------ | --------------------------------------- |
| Classe PGM 43                  |       | Marinette Marine, Wisconsin Peterson Builders, Sturgeon Bay, WI, États-Unis | 401 402 403 404 405 406                 | 1959 à 1961       | 1 canon Bofors 40 mm 2 x 2 canon de 20 mm Oerlikon 2 mitrailleuses de 12.7 mm  |                                         |
| Classe Y311- modifié Y301      |       | Sinmalaik Birmanie                                                          | Y-311                                   | 1967              | - 2 x Bofors 40 mm                                                             | Y-312 coulé lors du cyclone Nargis      |
| Classe Y                       |       | Uljanik SY Yougoslavie                                                      | 301 302 303 304 305 306 307 308 309 310 | 1957–1960         | 2 canons Bofors 40 mm 2 x 1 canon de 20 mm Oerlikon                            |                                         |
| Classe PGM-421 ou Classe Swift |       | Vosper Naval Systems Pte Ltd Singapour                                      | 422 423                                 | 1980              | 2 canons Bofors 40 mm 2 x 1 canon de 20 mm Oerlikon 2 mitrailleuses de 12.7 mm | 421 perdu en mer                        |
| Classe Carpentaria             |       | Australie                                                                   | 112 113 114 115 116 117                 | 1978–1980         | MK10 AA, radar, canon 20mm                                                     |                                         |
| Classe 412                     |       | Burma Naval Dockyard, Rangoon Birmanie                                      | 412 413 414 416                         | 1983–1984         | 2x1 canon de 40 mm Anti-Aérien , 2 mitrailleuses de 12.7 mm                    | 415 a coulé                             |
| PB-90                          |       | Yougoslavie                                                                 | 424 425 426                             | 1990              | M-75 AA, Radar, 2 x 4 canons 20mm                                              |                                         |
| Classe Super Dvora Mk III      |       | Israël                                                                      | 271 272 273 274                         | 2017 2019         | 1 Typhoon25–30 mm 1 canon de 20 mm Oerlikon 2 mitrailleuses de 12.7 mm         | Les deux premiers livrés en avril 2017, |

## Torpilleurs
| Classe       | Photo | Constructeur                    | N° de série | Entrée en service | Armement    | Remarque |
| ------------ | ----- | ------------------------------- | ----------- | ----------------- | ----------- | --- |
| Torpedo Boat |       | Muanmar Naval Dockyard Birmanie | T201        | 2014              | 8 torpilles | Avec un corps en aluminium et une longueur de 70 pieds (21 m), le nouveau torpilleur a de faibles caractéristiques radar observables, une vitesse maximale de 35 kt, et serait armé de jusqu'à huit torpilles de fabrication russe ou chinoise |

## Dragueurs de mines
| Classe           | Photo | Constructeur | N° de série                      | Entrée en service | Armement                                                                | Remarque |
| ---------------- | ----- | ------------ | -------------------------------- | ----------------- | ----------------------------------------------------------------------- | -------- |
| Classe Admirable |       | États-Unis   | 41-Yan Tang Aung 42-Yan Gyi Aung | 1967              | 1 canon de 76mm 2 canons Bofors 40 mm 4 Hedgehog lutte anti-sous-marine |          |

## Landing Platform Dock
| Classe          | Photo | Constructeur                                                  | N° de série   | Entrée en service | Armement                                                        | Remarque                      |
| --------------- | ----- | ------------------------------------------------------------- | ------------- | ----------------- | --------------------------------------------------------------- | ----------------------------- |
| Classe Makassar |       | Daewoo Shipbuilding & Marine Engineering - Busan Corée du Sud | 1501-Moattama | 2019              | 1 Bofors 40 mm 2 x 1 canon de 20 mm Oerlikon 2 missiles Mistral | Commissionné en décembre 2019 |

## Aviation navale
| Type                         | Photo | Constructeur              | Entrée en service | Nombre |
| ---------------------------- | ----- | ------------------------- | ----------------- | ------ |
| ATR 42                       |       | ATR France                | 2015              | 1      |
| Britten-Norman BN-2 Islander |       | Britten-Norman Angleterre |                   | 5      |
| Eurocopter AS365 Dauphin     |       | Aérospatiale France       | 2015              | 5      |